# Hiroyuki Kitakubo
Hiroyuki Kitakubo (japanska: 北久保 弘之, Kitakubo Hiroyuki?), född 15 november 1963, i Bunkyo, Tokyo, är en japansk filmregissör, animatör och manusförfattare. Han är bland annat känd som regissör av filmerna och OVA-produktionerna Robot Carnival, Roujin-Z, Golden Boy och Blood: The Last Vampire.

## Biografi
Kitakubo började inom anime-industrin som en tonåring och fungerade 1979 som intervalltecknare på TV-serien Kidō senshi Gundam (Mobile Suit Gundam). Därefter verkade han under större delen av 1980-talet som nyckelanimatör, på titlar som Mamoru Oshiis Urusei yatsura (198?–198?) och med blandade inhopp på kortare produktioner. Kitakubo arbetade även på Oshiis avantgardefilm Tenshi no tamago (engelska: 'Angel's Egg') från 1985.
Han debuterade som regissör på avsnittet "Pop Chaser" från 1985 års Cream Lemon och arbetade därefter på bland annat på 1987 års Black Magic M-66, tillsammans med Masamuno Shirō) Samma år regisserade Kitakubo "A Tale of Two Robots"-avsnittet ur antologifilmen Robot Carnival.
1988 arbetade Kitakubo som nyckelanimatör på Katsuhiro Ōtomos uppmärksammade science fiction-film Akira. Samarbetet dem emellan fortsatte, och tre år senare kom den svarta komedin Roujin-Z, där Ōtomo stod för manuset och Kitakubo för regin.
Därefter regisserade Kitakubo ett par OVA-produktioner – 1993 års Jojo no kimyō na bōken och Golden Boy två år senare. 2000 återkom han som både manusförfattare och regissör för Blod: Den sista vampyren. För den sistnämnda filmen vann han 2001 "Individual Award" vid den sjätte Animation Kobe-festivalen. Den filmen vann också stora priset vid 2000 års Japan Media Arts Festival och första pris vid 2001 års World Animation Celebration.
Det sista dryga decenniet har Kitakubo varit inblandad som producent av bildmanus, animation och diverse annan medverkan i animeproduktioner av Chobits, Trava och Seikimatsu Occult Gakuin. Rykten har gått om diverse andra produktioner, inklusive den japansk-malaysiska samproducerade TV-serien Satria – The Warriors of the 7 Elements. I den sistnämnda ska han enligt rapporter endast ha medverkat som "rådgivare".

## Filmografi (urval)
- 1979  – Kidō senshi Gundam (TV) – intervallteckning
- 1981–82 – Space Warrior Baldios (TV) – intervallteckng
- 198?–8? – Urusei yatsura (TV) – nyckelanimation
- 1983 – Genesis Climber Mospeada (TV) – animation
- 1983–84 – Stop!! Hibari–kun! (TV) – nyckelanimation
- 1984 – Lensman (film) – nyckelanimation
- 1984 – Super Dimension Fortress Macross: Do You Remember Love? (film) – nyckelanimation
- 1984 – Southern Cross (TV) – nyckelanimation
- 1984 – Urusei yatsura: Beautiful Dreamer (film) – nyckelanimation
- 1984–85 – Gu gu ganmo (TV) – nyckelanimation
- 1985 – Tenshi no tamago (film) – animation
- 1985 – Urusei Yatsura: Remember My Love – nyckelanimation
- 1985 – Cream Lemon – Popchaser (OVA) – regi, originalidé, manus, bildmanus, animationsledning, nyckelanimation
- 1986 – Okubyo na Venus (OVA) – figurdesign
- 1987 – Battle Royal High School (OVA) – nyckelanimation
- 1987 – Robot Carnival (OVA) – regi och manus (kapitlet "A Tale of Two Robots")
- 1987 – Kimagure Orange Road (TV) – nyckelanimation
- 1987 – Black Magic M–66 (OVA) – medregi, figurdesign
- 1988 – Tekken Chinmi (TV) – bildmanus
- 1988 – Akira (film) – nyckelanimation
- 1988 – Mobile Suit Gundam : Char's Counterattack (film) – nyckelanimation
- 1988 – Kung Fu Boy Chinmi (TV) – bildmanus
- 1988 – Gunbuster (OVA) – animation, nyckelanimation (avsnitt 4–6)
- 1991 – Roujin-Z (film) – regi, bildmanus
- 1993 – Crimson Wolf (OVA) – nyckelanimation
- 1993 – Jojo no kimyō na bōken (OVA) – regi, manus
- 1995 – Golden Boy (OVA) – regi, manus, bildmanus
- 2000 – Blod: Den sista vampyren (film) – regi, manus
- 2000–01 – FLCL (OVA) – nyckelanimation
- 2003 – Trava (OVA) – bildmanus
- 2003 – Mahōtsukai ni taisetsu na koto (TV) – nyckelanimation
- 2007 – Burst Angel: Infinity (OVA) – nyckelanimation